# Nathan Tchibozo
Nathan Tchibozo (* 15. Februar 2002) ist ein französisch-togoischer Skirennläufer. Er startet hauptsächlich in den technischen Disziplinen Riesenslalom und Slalom.

## Karriere
Tchibozo wuchs in Frankreich auf, wo er Skifahren im Alter von drei Jahren erlernte. Bis zur Saison 2021/22 startete er für Frankreich, entschloss sich dann jedoch zu einem Verbandswechsel. Er gab sein internationales Renndebüt am 21. Dezember 2020 bei einem FIS-Riesenslalom in Isola 2000.
2023 gelang ihm erstmals eine Podestplatzierung bei einem FIS-Rennen. Im weiteren Verlauf der Saison nahm er als erster togoischer Skirennläufer an Alpinen Skiweltmeisterschaften teil. Bei den Wettkämpfen in Courchevel und Méribel erreichte er mit Rang 44 im Slalom das beste Ergebnis eines afrikanischen Athleten bei diesen Weltmeisterschaften.
2024 nahm er erstmals an Juniorenweltmeisterschaften teil, wobei er mit Rang 45 erneut einen Achtungserfolg erzielte.
2025 plante Tchibozo einen erneuten Verbandswechsel, dieses Mal für Benin. Dieser Verbandswechsel wurde jedoch von der FIS vorläufig abgelehnt. Ein Wechsel scheiterte unter anderem daran, das der togoische Verband FTSGS dem Wechsel ohne Angabe von Gründen nicht zustimmt. Dadurch wäre ein Start nur mit einem Jahr Sperre möglich.

## Erfolge

### Weltmeisterschaften
- Courchevel/Méribel 2023: 44. Riesenslalom, 56. Slalom

### Juniorenweltmeisterschaften
- Haute-Savoie 2024: 45. Slalom, DNF Riesenslalom

### South American Cup
- 2 Platzierungen unter den besten 15

### Weitere Erfolge
- Ein Podestplatz bei einem FIS-Rennen